# Trzy Skałki
Trzy Skałki (714 m) – skaliste wzniesienie w głównym grzbiecie Małych Pienin. Znajduje się pomiędzy szczytami Witkula i Łaźne Skały. Nie znajduje się na granicy polsko-słowackiej, lecz na terytorium Polski, w odległości około 100 m od tej granicy. Jest to znajdujący się na pasterskiej hali mało wybitny, skalisty pagór zarośnięty krzewami i drzewami. Szlak turystyczny w tym miejscu biegnie przy granicy państwowej omijając Trzy Skałki po południowej stronie.
Trzy Skałki znajdują się w granicach miasta Szczawnica w województwie małopolskim, w powiecie nowotarskim, w gminie miejsko-wiejskiej Szczawnica. W odległości około 100 m na południowy wschód od Trzech Skałek znajduje się trawiasty pagór Załazie.